# 方言札
方言札（ほうげんふだ）あるいは方言罰札とは、標準語を普及させる手段として、主に学校において、非標準語（地方言語・方言）の使用者に掛けさせた札のこと。

## 各国での使用
フランスでは、オック語・プロヴァンス語・ブルトン語などの地方言語をフランス語に対する方言とし、方言を話した生徒に方言札を掛けさせて、見せしめにするということが行われた。またイギリスのウェールズでも、同様の例としてWelsh Notがあった 。
フランスの方言札制度は日本にも取り入れられ、特に日本本土との言語差が大きい沖縄県の教育現場で熱心に行われた。沖縄県での方言札の実態は、2001年4月1日放送のNHK「日本のことば」の沖縄県特集でも紹介された。それによると、方言札はカマボコ板くらいの木札に紐を通したもので、学校で方言を話すと札を首に掛けなければならず、外すには他の生徒が方言を話すのを発見するしかなかった。しかし、方言札制度に反発する生徒によって却って校内での方言が盛んになった例もあり、1917年（大正6年）に「方言取締令」を出した沖縄県立第一中学校長の山口沢之助をもじって「大和口 札取る毎に思うかな 方言の札はやめ沢之助」という反発歌が校門に貼られた逸話がある。竹富島の喜宝院蒐集館では、竹富小学校で使用されていた方言札が展示されている。
沖縄県のほかに東北地方や鹿児島県でも同様の標準語教育が行われた。
日本が委任統治していたパラオの学校でも日本語の使用が強制される場面があり、校内でパラオ語を話した生徒に「私はパラオ語を話しました」と書いた札を首から下げさせる日本人教員もいたという。

## 文献
1. ↑  “Articles CET OBSCUR SENTIMENT QU'EST LA HONTE, André Polard” (フランス語). www.editions-harmattan.fr. 2020年10月7日時点のオリジナルよりアーカイブ。2020年10月7日閲覧。
2. ↑  “BBC Wales - History - Themes - Welsh language: The Welsh language in 19th century education”. www.bbc.co.uk. 2020年10月7日閲覧。
3. 1 2  崇武館 飛鳥宗一郎. “空手道詳説(38) 第2章 沖縄史の概説”. 2017年12月14日閲覧。
4. ↑  沖縄20世紀の光芒(2000) p191 琉球新報社 那覇
5. ↑  原田大樹「昭和30年代の共通語指導における「懲罰」と「奨励」:鹿児島県の方言札・表彰状等を通して」『広島大学大学院教育学研究科紀要. 第二部文化教育開発関連領域』第58号、広島大学大学院教育学研究科、2009年12月25日、149-156頁、doi:10.15027/28605、ISSN 1346-5554、NAID 120001852392、2022年4月3日閲覧。
6. ↑  三田牧「まなざしの呪縛 : 日本統治時代パラオにおける「島民」と「沖縄人」をめぐって」『コンタクト・ゾーン』第4巻、京都大学人文科学研究所人文学国際研究センター、2011年3月24日、146-147頁、NAID 120005307128。